# Olszewo (Prostki)
Olszewo (deutsch Olschewen, 1938 bis 1945 Kronfelde) ist ein Dorf in der polnischen Woiwodschaft Ermland-Masuren, das zur Gmina Prostki (Landgemeinde Prostken) im Powiat Ełcki (Kreis Lyck) gehört.

## Geographische Lage
Olszewo liegt im Südosten der Woiwodschaft Ermland-Masuren, 30 Kilometer nordöstlich der einstige Kreisstadt Johannisburg (polnisch Pisz) und 15 Kilometer südwestlich der heutigen Kreismetropole Ełk (deutsch Lyck).

## Geschichte
Das kleine nach 1898 Olschöwen und bis 1938 Olschewen genannte Dorf wurde im Jahre 1506 gegründet. 
Von 1874 bis 1945 gehörte es zum Amtsbezirk Monethen (polnisch Monety) im Kreis Johannisburg im Regierungsbezirk Gumbinnen (ab 1905: Regierungsbezirk Allenstein) in der preußischen Provinz Ostpreußen.
159 Einwohner waren im Jahr 1910 in Olschewen registriert, im Jahr 1933 waren es noch 152. 
Aufgrund der Bestimmungen des Versailler Vertrags stimmte die Bevölkerung im Abstimmungsgebiet Allenstein, zu dem Olschöwen gehörte, am 11. Juli 1920 über die weitere staatliche Zugehörigkeit zu Ostpreußen (und damit zu Deutschland) oder den Anschluss an Polen ab. In Olschöwen stimmten 120 Einwohner für den Verbleib bei Ostpreußen, auf Polen entfiel keine Stimme.
Am 3. Juni (amtlich bestätigt am 16. Juli) des Jahres 1938 wurde Olschewen aus politisch-ideologischen Gründen der Abwehr fremdländisch klingender Ortsnamen in „Kronfelde“ umbenannt. Die Zahl der Einwohner belief sich 1939 auf nur noch 123.
In Kriegsfolge kam das Dorf 1945 mit dem gesamten südlichen Ostpreußen zu Polen und erhielt die polnische Namensform „Olszewo“. Heute ist es Sitz eines Schulzenamtes (polnisch Sołectwo) und als solches eine Ortschaft im Verbund der Gmina Prostki (Landgemeinde Prostken) im Powiat Ełcki (Kreis Lyck), bis 1998 der Woiwodschaft Suwałki, seitdem der Woiwodschaft Ermland-Masuren zugehörig.

## Religionen

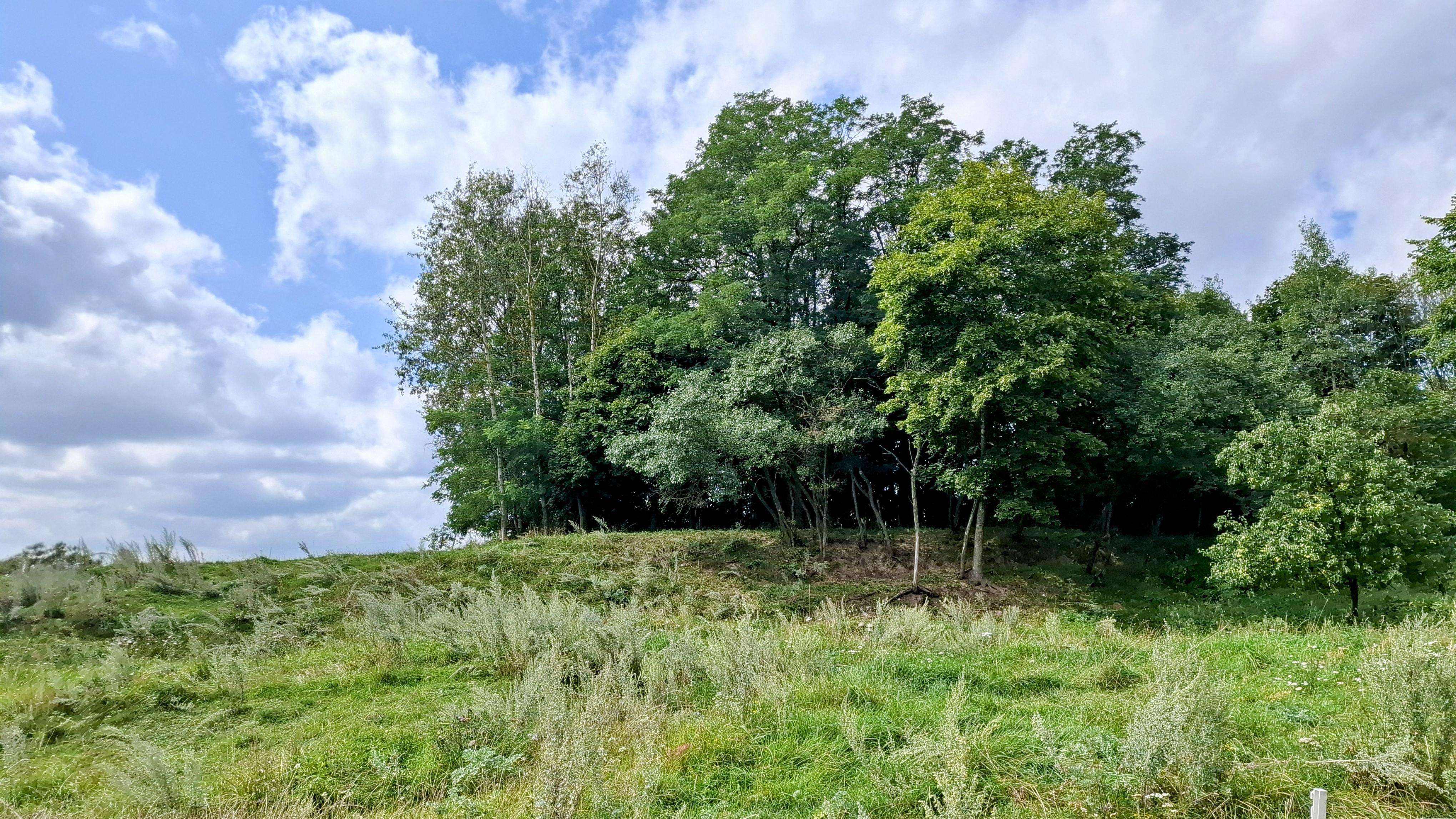
Auf einem Hügel neben dem Dorf befindet der alte deutsche Friedhof

Vor 1945 war Olschewen in die evangelische Kirche Groß Rosinsko (1938 bis 1945 Großrosen, polnisch Rożyńsk Wielki) in der Kirchenprovinz Ostpreußen der Kirche der Altpreußischen Union sowie in die römisch-katholische Kirche in Johannisburg (polnisch Pisz) im Bistum Ermland eingepfarrt.
Heute gehört Olszewo katholischerseits zur Pfarrei in Rożyńsk Wielki im Bistum Ełk der Römisch-katholischen Kirche in Polen. Die evangelischen Einwohner halten sich zu den Kirchengemeinden Biała Piska (Bialla, 1938 bis 1945 Gehlenburg) bzw. Ełk (Lyck), beides Filialgemeinden der Pfarrei in Pisz (Johannisburg) in der Diözese Masuren der Evangelisch-Augsburgischen Kirche in Polen.

## Verkehr
Olszewo liegt an der Nebenstraße 1921N, die Rakowo Małe (Köllmisch Rakowen, 1938 bis 1945 Köllmisch Rakau) mit Rożyńsk Wielki (Groß Rosinsko, 1938 bis 1945 Großrosen) und Wojtele (Woytellen, 1938 bis 1945 Woiten) verbindet. 